# Пемза
Пемзата (на латински: pumex) е пореста, стъкловидна вулканична скала, образувана при изригване на пяна от течна, кисела лава (60 – 73% Si2) с много газови мехурчета и бързо втвърдяване. Пористостта на пемзата може да достигне до 80%, относителното тегло 400 – 900 kg/m³, а твърдостта около 6, като всичките показатели варират в зависимост от дебелината на стените между отделните мехурчета. Топи се при температура 1300 – 1450°С и има малка топлопроводимост. На цвят може да бъде бяла, жълта, сива, сивокафява или червена. При подходящи условия на изригване пемза може да се образува от материали като андезит, базалт, дацит или риолит. Класифицира се като вулканично стъкло поради липсата на кристална структура.
В промишлеността се използва като пълнител в състава на леките бетони (пемзобетон), като добавка за цимент и вар, и като абразивен материал за полиране на метали и дърво. В химическата промишленост се използва, като катализатор за разбиване на хидрокарбони. В бита се използва като абразив за козметично премахване на мазоли и мъртва кожа.
Находища на пемза се срещат в много области, в които има вулканична дейност. Тя често се среща заедно с различни вулканични материали – вулканична пепел, туфи. Най-висококачествена пемза има на Липарските острови в Тиренско море, в Армения и Северен Кавказ.